# Aparammoecius nomurai
Aparammoecius nomurai är en skalbaggsart som beskrevs av Zdzisława Stebnicka 1986. Aparammoecius nomurai ingår i släktet Aparammoecius och familjen Aphodiidae. Inga underarter finns listade i Catalogue of Life.